# يوم إقبال
يوم إقبال (بالأردوية: یوم اقبال)‏ هو عيد وطني وإجازة سنوية في باكستان بمناسبة ميلاد الشاعر والفيلسوف الباكستاني محمد إقبال. ويحتفل به في 9 نوفمبر من كل عام. كان هذا اليوم عطلة رسمية في جميع المحافظات والمناطق الإدارية الفيدرالية في باكستان حتى عام 2018.